# Daniel Ricciardo
Daniel Joseph Ricciardo, född 1 juli 1989 i Perth i Western Australia, är en australisk racerförare som senast körde för Racing Bulls i Formel 1 under säsongen 2024. I början av säsongen 2023 var Ricciardo testförare för Red Bull Racing.
Ricciardo vann det Brittiska F3-mästerskapet 2009 och blev tvåa i Formel Renault 3.5 år 2010. Sedan dess har han kört Formel 1 för HRT, Toro Rosso, Red Bull Racing, Renault, McLaren, Scuderia Alpha Tauri och Racing Bulls. Han har som bäst slutat trea i förar-VM 2014 och 2016.
Han är i en relation med Heidi Berger, dotter till före detta Formel 1-föraren Gerhard Berger.

## Racingkarriär

### Tidig karriär
Ricciardo flyttade till Europa som ung för att tävla i de lägre formelbilsklasserna efter att ha blivit trea i Formula BMW Asia 2006. Han blev sexa i Formula Renault 2.0 Italia 2007 och satsade sedan på allvar för att vinna Formula Renault 2.0 Eurocup 2008. Med knapp marginal fick han se sig slagen i mästerskapet av Valtteri Bottas, men Ricciardo vann titeln i Formula Renault 2.0 West European Cup som han tävlade i samma år.

### Brittiska F3-mästerskapet
Ricciardo fick chansen i det Brittiska F3-mästerskapet med Carlin Motorsport 2009. Han vann de två första tävlingarna på Oulton Park och följde upp det med en seger på Silverstone, vilket gav honom ledningen i mästerskapet. Han gjorde sedan en mycket jämn säsong med pallplatser under nästan varje tävlingshelg och ytterligare tre segrar, vilket räckte till mästerskapstiteln.

### Formula Renault 3.5 Series
Ricciardo avancerade till Formula Renault 3.5 Series med Tech 1 Racing 2010. Han gjorde återigen en mycket jämn säsong. Liksom främsta konkurrenten Michail Aljosjin bröt han bara en tävling. Avgörandet kom inte förrän i säsongens sista lopp där Aljosjin slutade trea och säkrade titeln med endast två poängs marginal. Förutom tävlandet i Formula Renault 3.5 Series var Ricciardo testförare åt Red Bull Racing och Scuderia Toro Rosso i Formel 1 under 2010.
Till säsongen 2011 bytte Ricciardo stall till I.S.R. Racing. Han kunde inte delta vid den första tävlingshelgen eftersom han testade åt Red Bull och han lyckades inget vidare den andra tävlingshelgen. Två veckor senare tog han dock säsongens första seger, och den följde han upp med att vinna tävlingen i Monaco för andra året i rad. Någon mer seger blev det inte under 2011 och Ricciardo blev femma i mästerskapet. Han fick stå över sista tävlingshelgen eftersom han tävlade i Formel 1.

### Formel 1
I december 2009 fick Ricciardo köra sitt första Formel 1-test för Red Bull Racing, vid ett test för unga förare på Jerezbanan. Red Bulls stallchef Christian Horner berömde Ricciardos mogna körning och konstaterade att han verkade vara i god fysisk form. På den sista testdagen noterade Ricciardo snabbaste varvtid med över en sekunds marginal. I januari kom beskedet att Ricciardo och Brendon Hartley skulle få dela på uppdraget som test- och reservförare för Red Bull och systerstallet Toro Rosso, vilket de gjorde fram till dess att Hartley blev petad från Red Bulls juniorprogram i juli 2010.
Efter F1-säsongsavslutningen 2010 var Ricciardo snabbast under de båda testdagarna för unga förare i Abu Dhabi, även denna gång i en Red Bull. Han fortsatte som Toro Rossos test- och reservförare 2011 och deltog i försäsongstester och i fredagarnas första träningspass vid åtta VM-deltävlingar innan han, halvvägs in i säsongen, blev ordinarie förare hos det spanska HRT-stallet genom ett samarbetsavtal med Red Bull.

#### HRT (2011)
Den 30 juni 2011 blev Ricciardo officiellt bekräftad som ersättare till Narain Karthikeyan i HRT, ett av tre stall som hade debuterat i Formel 1 2010. Hans första tävling blev Storbritanniens Grand Prix på Silverstone. Ricciardo deltog i ytterligare nio VM-deltävlingarna och fick två artondeplatser som bästa resultat, vilket placerade honom näst sist i förarmästerskapet.

#### Toro Rosso (2012–2013)
Till säsongen 2012 blev Ricciardo ordinarie förare i Toro Rosso. Han tog 10 poäng och blev därmed slagen av sin stallkamrat, Jean-Éric Vergne, som tog 6 poäng mer. Under 2013 fortsatte han hos Toro Rosso. Han tog dubbelt så många poäng som året innan och slog även Vergne i förarmästerskapet.

#### Red Bull Racing (2014–2018)

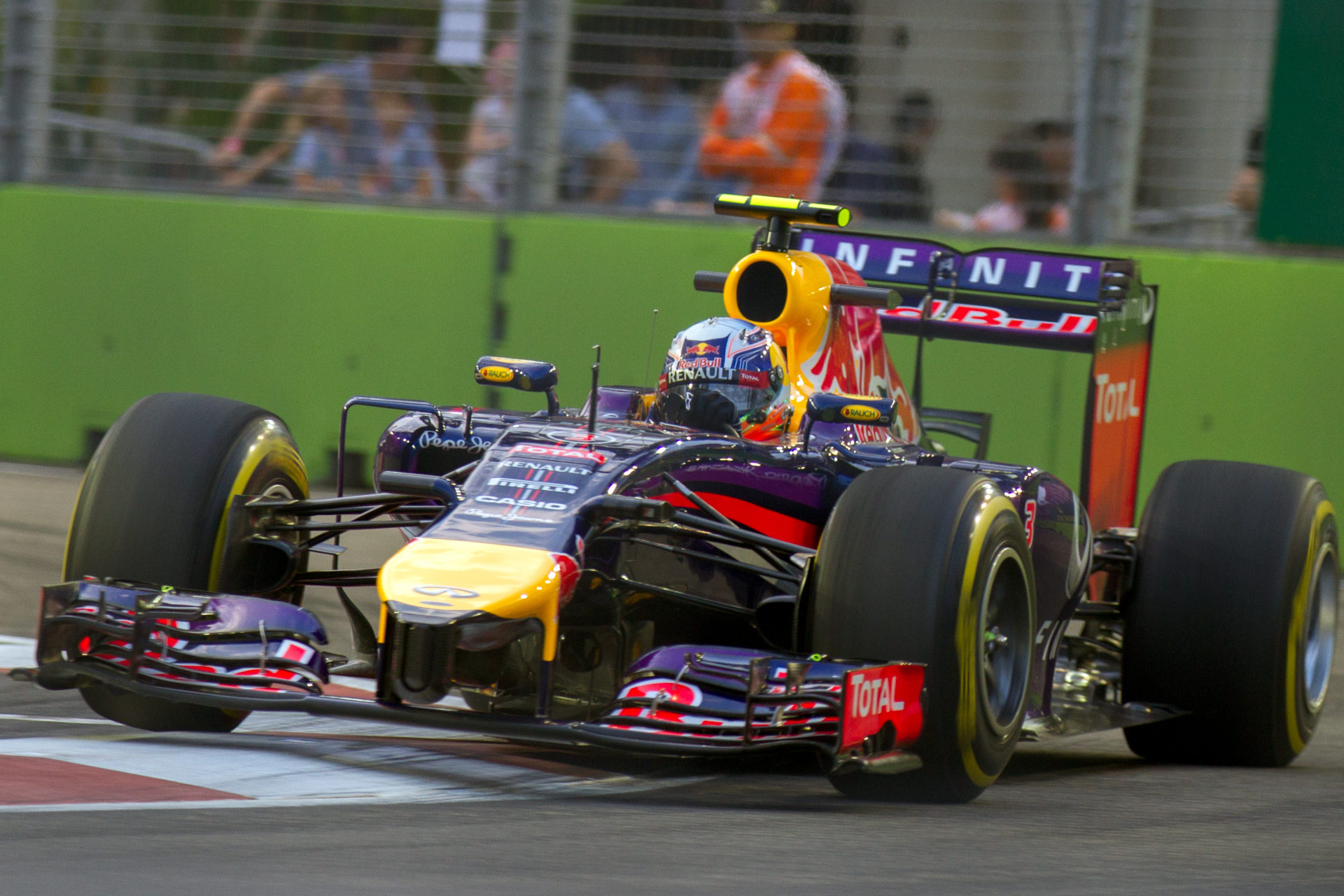
Ricciardo flyttade till Red Bull till års säsong.

Den 27 juni 2013 meddelade Red Bull-föraren Mark Webber att han skulle lämna Formel 1 efter säsongens slut. Efter många spekulationer presenterades Ricciardo som Webbers ersättare den 2 september. Säsongen 2014 blev han därmed stallkamrat med regerande världsmästaren Sebastian Vettel som hade vunnit förar-VM med stallet fyra år i rad.
Redan i första loppet, hemmatävlingen i Australien, gick Ricciardo i mål som tvåa, men han blev diskvalificerad efter målgång för att ha överskridit högsta tillåtna bränsleflöde, en ny regel som hade införts tillsammans med säsongens nya motorreglemente. I Malaysia drabbades han av ännu en motgång när ett av hjulen lossnade efter ett depåstopp, något han även blev bestraffad för i nästkommande tävling. Men trots att han fick starta från trettonde plats i Bahrains Grand Prix gick han i mål på fjärde plats. I Spanien tog han sin första riktiga pallplats, en tredjeplats, vilket han följde upp med ännu en tredjeplats i Monaco. I Kanada tog Ricciardo F1-karriärens första seger och blev därmed först med att besegra de överlägsna Mercedes-bilarna säsongen 2014. Några veckor senare, i Ungerns Grand Prix, tog Ricciardo ännu en seger genom att köra om Fernando Alonso på näst sista varvet. Efter sommaruppehållet flyttade F1-cirkusen till höghastighetsbanan Spa-Francorchamps i Belgien. Trots att Red Bull-bilen passade bättre på långsamma, kurviga banor kunde Ricciardo vinna loppet efter att de båda Mercedes-förarna hade kolliderat på det andra varvet. Detta blev Ricciardos andra raka seger och hans tredje på sex lopp. Fyra veckor senare tog han säsongens sjunde pallplats då han blev trea i Singapore. Tre tävlingar senare, i USA:s Grand Prix, tog han återigen en tredjeplats bakom de båda Mercedes-förarna. I Brasilien gick bilen sönder för andra gången under säsongen då vänster hjulupphängning brast halvvägs in i loppet. Ricciardo kvalade femma till säsongsfinalen i Abu Dhabi, men båda Red Bull-förarna diskvalificerades från kvalet eftersom deras framvingar inte stämde överens med reglementet. Ricciardo fick starta längst bak men körde upp sig och gick i mål på fjärde plats. Ricciardo slutade trea i förarmästerskapet med 238 poäng, 71 fler än stallkamraten Vettel som blev femma och gick till Ferrari 2015.

#### Renault F1 (2019–2020)
Den 3 augusti 2018 tillkännagavs att Ricciardo hade skrivit ett kontrakt för två år med Renault F1.

#### McLaren Racing (2021-2022)
Efter två säsonger i stallet Renault så kör Daniel Ricciardo för stallet McLaren. Han ersatte Carlos Sainz Jr som gick till Ferarri. Ricciardo kör tillsammans med Lando Norris.
Daniel Ricciardo's första vinst hos McLaren under italienska Grand Prix 2021. Detta blev McLarens första seger sedan 2012 under brasilianska Grand Prix och stallets första dubbelseger sedan den kanadensiska Grand Prix 2010. Detta är hans åttonde seger i F1 totalt och hans första seger sedan Monaco Grand Prix 2018.

#### Scuderia Alpha Tauri / Racing Bulls (2023–)
Följande Storbritanniens Grand Prix 2023 meddelade Scuderia Alpha Tauri att Daniel Ricciardo ersätter Nyck de Vries från och med Ungerns Grand Prix. Vid Nederländernas Grand Prix 2023 bröt Ricciardo handleden under en krasch i ett av träningspassen. Till följd av skadan missade Riccardio fem lopp, och ersattes av reservföraren Liam Lawson, som därmed gjorde debut i Formel 1.
Ricciardos kontrakt förnyades inför säsongen 2024, och den 24 januari 2024 meddelades det att Alpha Tauri omgående skulle bli RB Formula One Team. Stallet skulle även tävla under tävlingsnamnet Visa Cash App RB Formula One Team. Efter Singapores Grand Prix 2024 meddelades det att Ricciardo kommer att ersättas av Liam Lawson under resterande lopp av säsongen.

## F1-karriär
| Säsong            | Stall/Tillverkare  | Placering         | Lopp | Poäng | Etta | Tvåa | Trea | Pole | Varv |
| ----------------- | ------------------ | ----------------- | ---- | ----- | ---- | ---- | ---- | ---- | ---- |
| 2011              | HRT-Cosworth       | 27                | 11   | 0     | 0    | 0    | 0    | 0    | 0    |
| 2012              | Toro Rosso-Ferrari | 20                | 20   | 10    | 0    | 0    | 0    | 0    | 0    |
| 2013              | Toro Rosso-Ferrari | 19                | 20   | 20    | 0    | 0    | 0    | 0    | 0    |
| 2014              | Red Bull-Renault   | 3                 | 19   | 238   | 3    | 0    | 5    | 0    | 1    |
| 2015              | Red Bull-Renault   | 8                 | 19   | 92    | 0    | 1    | 1    | 0    | 3    |
| 2016              | Red Bull-Renault   | 3                 | 21   | 256   | 1    | 4    | 3    | 1    | 4    |
| 2017              | Red Bull-Renault   | 5                 | 20   | 200   | 1    | 1    | 7    | 0    | 1    |
| 2018              | Red Bull-Renault   | 6                 | 21   | 170   | 2    | 0    | 0    | 2    | 4    |
| 2019              | Renault            | 9                 | 21   | 54    | 0    | 0    | 0    | 0    | 0    |
| 2020              | Renault            | 5                 | 17   | 119   | 0    | 0    | 2    | 0    | 2    |
| 2021              | McLaren - Mercedes | 8                 | 22   | 115   | 1    | 0    | 0    | 0    | 1    |
| 2022              | McLaren - Mercedes | 11                | 22   | 37    | 0    | 0    | 0    | 0    | 0    |
| 2023              | Alpha Tauri-RBPT   | 17                | 8    | 6     | 0    | 0    | 0    | 0    | 0    |
| 2024              | Racing Bulls-RBPT  | 17                | 18   | 12    | 0    | 0    | 0    | 0    | 1    |
| Sammanlagt (2025) | Sammanlagt (2025)  | Sammanlagt (2025) | 258  | 1329  | 8    | 6    | 18   | 3    | 17   |

| 1. Kanada 2014 2. Ungern 2014 3. Belgien 2014 4. Malaysia 2016 5. Azerbajdzjan 2017 6. Kina 2018 7. Monaco 2018 8. Italien 2021 |

| 1. Singapore 2015 2. Monaco 2016 3. Tyskland 2016 4. Belgien 2016 5. Singapore 2016 6. Singapore 2017 |

| 1. Spanien 2014 2. Monaco 2014 3. Storbritannien 2014 4. Singapore 2014 5. USA 2014 6. Ungern 2015 7. Ungern 2016 8. USA 2016 9. Mexiko 2016 10. Spanien 2017 11. Monaco 2017 12. Kanada 2017 13. Österrike 2017 14. Belgien 2017 15. Malaysia 2017 16. Japan 2017 17. Eifels 2020 18. Emilia-Romagnas 2020 |

| 1. Monaco 2016 2. Monaco 2018 3. Mexiko 2018 |

| 1. Abu Dhabi 2014 2. Monaco 2015 3. Ungern 2015 4. Singapore 2015 5. Australien 2016 6. Tyskland 2016 7. Singapore 2016 8. Mexiko 2016 9. Italien 2017 10. Australien 2018 11. Kina 2018 12. Spanien 2018 13. Ungern 2018 14. Belgien 2020 15. Abu Dhabi 2020 16. Italien 2021 17. Singapore 2024 |